# Julius Böhm
Julius Böhm (* 11. August 1851 in Zubern, Mähren; † 6. September 1917 in Stockern, Niederösterreich) war ein mährisch-österreichischer Organist, Komponist und Kirchenmusiker.

## Leben und Wirken
Julius Böhm und sein Bruder Josef entstammten einer mährischen Musikerfamilie. Nach einem Lehrerkurs studierte er ab 1868 Kontrapunkt bei Felix Otto Dessoff, Kompositionslehre bei Franz Krenn sowie Orgel bei seinem Bruder. Danach reiste Böhm nach Wien, wo er von 1870 bis 1873 als Organist in der Michaelerkirche und von 1873 bis 1893 als Regens Chori in Döbling spielte. Stationen seines Wirkens als Musik- und Gesangslehrer waren zu dieser Zeit Purkersdorf, Währing, verschiedene Wiener Gymnasien und die Blindenschule in Oberdöbling (Landestaubstummenanstalt, Hofzeile 15). In Oberdöbling betrieb Böhm zudem eine Musikschule unter eigenem Namen.
Nach dem Tod seines Bruders Josef 1893 folgte er diesem als Organist in die Kirche am Hof. Diese Anstellung hatte einen positiven Effekt auf seine Karriere: 1903 avancierte Böhm zum zweiten Dirigenten der Wiener Hofmusikkapelle, von 1906 bis 1917 war er unter Karl Luze Titular-Vizehofkapellmeister in der Hofburgkapelle. Von 1906 bis 1915 wirkte er zusätzlich als künstlerischer Leiter und Lehrer in der Musikschule des Allgemeinen Kirchenmusikvereins. Parallel zu seinem musikalischen Wirken war Böhm von 1898 bis 1904 als Vorstand des Wiener Chorregenten-Pensionsvereins für bessere Berufsbedingungen der Chorregenten bemüht.
Böhm starb am 6. September 1917 in Stockern, wo er zunächst begraben, am 30. Oktober 1918 aber exhumiert und am Folgetag auf den Grinzinger Friedhof überführt wurde.

## Ehrungen und Auszeichnungen
- Gregoriusorden
- 1911: Ritterkreuz des Franz-Joseph-Orden
- 1913: Ehrenmedaille für 40-jährige treue Dienste
- 1913: Große Goldene Salvatormedaille der Stadt Wien